# Vol Sriwijaya Air 062
Le vol Sriwijaya Air 062 était un vol intérieur régulier de de passagers, opéré par la compagnie aérienne indonésienne Sriwijaya Air, reliant Jakarta à Jambi, en Indonésie. Le 27 août 2008, le Boeing 737-200 assurant ce vol est sorti de la piste et s'est écrasé sur une maison, lors de sa tentative d'atterrissage à l'aéroport Sultan Thaha de Jambi. 
Lors de l'accident, 26 personnes ont été blessées, dont 3 au sol. Une autre personne au sol a succombé plus tard à ses blessures. L'ensemble des 130 occupants de l'avion ont survécu. Il s'agit alors du premier et du seul accident mortel impliquant un appareil de Sriwijaya Air, jusqu'au crash du vol Sriwijaya Air 182 en janvier 2021.
L'enquête qui a suivi, menée par le Comité national pour la sécurité dans les transports (NTSC), a conclu que la défaillance du système hydraulique était la cause du crash du vol 062. Selon le NTSC, la défaillance du système hydraulique a rendu plusieurs systèmes essentiel de l'avion inopérants. Il n'a cependant pas trouvé de cause définitive à cette défaillance. Il a également noté de grave défaillance au niveau de la gestion des ressources de l'équipage (CRM) dans le cockpit.

## Avion et équipage
L'appareil impliqué était un Boeing 737-2H6, immatriculé PK-CJG en Indonésie . Ce biréacteur court/moyen-courrier a été fabriqué en 1985 (numéro de série 23320/1120). De 1985 à 1993, il était exploité par Malaysia Airlines. Il a ensuite été vendu à Bouraq Indonesia Airlines, Tuninter, Star Air et plus tard à Sriwijaya Air. Il totalise 49 996 heures de vol et 54 687 cycles (décollages/atterrissages) au moment de l'accident, et sa dernière inspection de maintenance a eu lieu en novembre 2007.
Le commandant de bord était Mohammad Basuki (36 ans). Selon un porte-parole de la compagnie aérienne, c'était un pilote très expérimenté avec 7 794 heures de vol à son actif, dont 6 238 heures sur Boeing 737. Le copilote était Eri Radianto (34 ans). Selon Sriwijaya Air, il était également un pilote expérimenté qui totalise 5 000 heures de vol, dont 4 100 heures sur 737.

## Déroulement du vol
Le vol 062 transportait 124 passagers et un équipage composé de 4 hôtesses de l'air et de 2 pilotes. Ce vol durait une heure et l'avion avait une autonomie en carburant de 4 heures. Le générateur électrique n°1 était inutilisable, et les pilotes ont donc dû utiliser le groupe auxiliaire de puissance (APU) durant le vol. Le commandant Basuki était alors le pilote aux commandes.
À 16h18, heure locale, le vol 062 a contacté la tour de contrôle de l'aéroport Sultan Thaha et a annoncé son intention d'atterrir à l'aéroport. Avant le contact avec la tour, l'avion a été autorisé par la tour de contrôle de Palembang à descendre à 12 500 pieds (3 800 m). Le copilote a alors demandé des informations sur les conditions météorologiques à l'aéroport. Le temps à ce moment-là était calme, avec de la pluie sur l'aéroport. L'équipage a ensuite configuré l'avion pour l'atterrissage, en sortant le train d'atterrissage et les volets. 
Quelques secondes après le déploiement des volets, l'équipage a remarqué que le voyant d'alarme de basse pression du système hydraulique A s'est allumé, et que l'indicateur de quantité de liquide hydraulique dans le système A affichait zéro. Le commandant Basuki a demandé au copilote Eri de vérifier leur configuration d'atterrissage. Après le contrôle, l'équipage a décidé de poursuivre sa tentative d'atterrissage. Le commandant a alors décidé de faire voler l'avion légèrement en dessous de la trajectoire de descente. 
À 16h30 heure locale, le vol 062 a touché la piste. L'équipage a alors essayé d'activer les inverseurs de poussée, mais la poussée des moteurs du 737 est alors devenue trop forte et trop difficile à gérer par l'équipage. Le commandant  a alors appliqué le freinage maximum, mais l'avion n'a pas décéléré. Craignant que l'avion ne dépasse la fin de la piste, le commandant de bord a alors demandé au copilote de l'aider à freiner. Cependant, l'avion n'a pas décéléré de manière significative.
Le vol 062 a ensuite dévier vers la droite et est sortie de la piste. Le 737 a ensuite percuté une maison où une famille d'agriculteurs se reposait. Ils attendaient que la pluie cesse quand soudain l'avion est arrivé de nulle part. Ils n'ont pas eu le temps de réagir et l'avion les a percutés à pleine vitesse. Le moteur droit et le moteur gauche se sont détachés des ailes de l'avion.

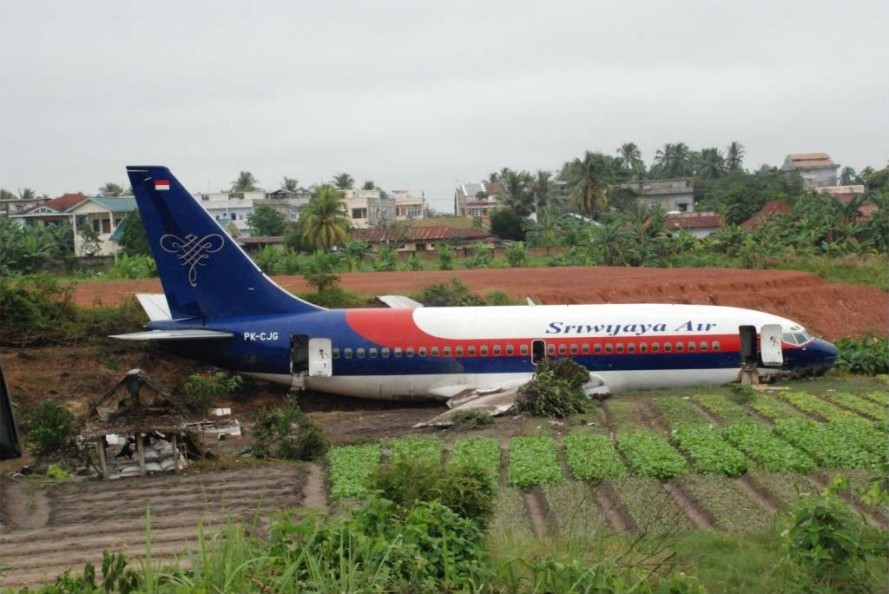
L'épave du Boeing 737 accidenté, photographié juste après la sortie de piste du vol 062.

Immédiatement après l'accident, les hôtesses de l'air ont attendu l'ordre d'évacuation du commandant. Cependant, les passagers ont immédiatement évacués l'avion avant d'en avoir reçu l'ordre. Les hôtesses de l'air ont alors immédiatement exécuté la procédure d'évacuation. Les services de secours sont ensuite arrivés sur le lieu du crash et ont pulvérisé du retardateur de flamme sur l'épave de l'avion. 
Au moins 26 personnes ont été blessées, la plupart d'entre elles ont subi un choc et des lacérations cutanées. Toutes ont été transportées à l'hôpital. Les trois personnes présentes dans la maison ont été grièvement blessées. L'enfant, identifié comme étant Rahmad Sholikin (4 ans), a subi de multiples fractures au niveau des membres en raison de la violence de l'impact. Sa mère a également subi plusieurs fractures aux membres. Son père, grièvement blessé, a succombé à ses blessures le 28 août, et a été la seule victime de l'accident.

## Enquête
Le Comité national pour la sécurité dans les transports (NTSC) a été chargé d'enquêter sur la cause de l'accident du vol 062. Le 28 août, le comité a envoyé trois enquêteurs sur le lieu de l'accident pour inspecter l'épave. Le directeur du NTSC, Tatang Kurniadi, a déclaré que l'enquête sur la cause de l'accident prendrait environ un an. Il a toutefois ajouté que la durée de l'enquête ne serait pas aussi longue que celle sur le vol Adam Air 574, survenu l'année précédente.
Selon les survivants et les témoins oculaires, les conditions météorologiques à proximité de l'aéroport au moment de l'accident étaient défavorables, la plupart affirmant qu'il y avait eu de fortes pluies. Plusieurs autres ont affirmé que l'avion avait atterri brutalement sur la piste. Une autre déclaration des survivants suggérait que l'avion avait subi une défaillance de son système de freinage. La plupart des survivants, y compris les pilotes, ont également fait état de cette situation. Au départ, la rupture de la roue avant a également été soupçonnée d'être la cause principale de l'accident. Ces affirmations ont ensuite soulevé des questions sur l'état de navigabilité de l'avion.
Cependant, le vice-président de Sriwijaya Air, Harwick Lahunduitan, a déclaré que l'avion impliqué dans l'accident était en état de vol et que si les freins avaient lâché, le nombre de victimes aurait pu être bien plus élevé. Il a également réfuté l'affirmation selon laquelle le vol 062 aurait subi un atterrissage brutal. Il a expliqué plus tard que le vent soufflait de l'avant et non de l'arrière de l'avion, et a ajouté que la visibilité était « excellente ». Le porte-parole de la compagnie aérienne, Charles An, a déclaré que le frein « fonctionnait normalement ». [11]
Le NTSC a constaté que le système hydraulique A du 737 était tombé en panne pendant le vol. Le système hydraulique est l'un des composants les plus importants du Boeing 737. Il contrôle la plupart des surfaces mobiles de l'avion, notamment les volets, les becs, les freins, les inverseurs de poussée, etc. Le Boeing 737 est conçu pour fonctionner sur un seul système hydraulique (A ou B), avec une perte de performances minimale. Les données recueillies lors des entretiens et de l'inspection des commandes de l'avion ont conclu que la plupart de ces commandes étaient inopérantes ou presque inutilisables au moment de l'accident. Les enquêteurs n'ont cependant pas pu déterminer la cause de ces pannes, car la violence du choc a détruit la plupart de ces systèmes.
L'enquête a également révélé que l'équipage n'avait pas discuté des conséquences possibles de la panne du système hydraulique lors de l'atterrissage. Ils n'étaient pas préoccupés par la panne et ont décidé de poursuivre leur tentative d'atterrissage. Selon le NTSC, l'équipage aurait dû effectuer une remise de gaz et s'en tenir à son manuel de référence rapide (QRH). Le QRH comportait alors plusieurs procédures et étapes pour gérer une telle urgence. Une analyse a montré qu'en cas de panne du système hydraulique, avec les différents paramètres combinés du vol 062, le 737 aurait parcouru une distance totale de 8 606 pieds (2 623 m). Le NTSC a déclaré que l'équipage aurait dû effectuer la remise des gaz pour mieux évaluer les risques liés à l'atterrissage. Il a ajouté plus tard que si l'équipage avait géré correctement la panne du système hydraulique, le vol 062 aurait pu atterrir en toute sécurité à l'aéroport.

## Conséquences
En raison de l'accident, l'aéroport Sultan Thaha a été fermé pour une durée indéterminée. Les autorités locales ont déclaré que l'épave de l'avion serait découpé en plusieurs sections et évacué de la piste. Elle serait ensuite inspectée par les enquêteurs.
L'accident ayant fait une victime au sol, Sriwijaya Air a revendiqué la responsabilité du décès. Selon le directeur de la compagnie aérienne, celle-ci indemniserait les services de santé et les factures de la famille de l'agriculteur tué lors l'accident, ainsi que celles des survivants. Les frais de scolarité du jeune enfant, dont le père a été tué dans l'accident, seraient également indemnisés par Sriwijaya Air.
Selon le NTSC, la gravité de l'accident n'était pas pertinente et, par conséquent, le comité n'a émis aucune recommandation à Sriwijaya Air, bien que les compagnies aériennes aient mis en œuvre plusieurs mesures de sécurité en réponse à l'accident.